# Richard Priestman
Richard Priestman, född 16 juli 1955, är en brittisk idrottare som tog brons i bågskytte vid olympiska sommarspelen 1988 i Seoul.